# ぽん・ぱ
ぽん・ぱは講談社により出版された幼児向け教育ビデオ。

## 概要
1994年11月に第1弾が発売され、1998年1月の3年間にわたり完結した。
当初はアニメ中心の「赤カセ」とクイズ・勉強中心の「白カセ」に分かれていたが、第25弾以降からはビデオが一つになった。

## 主なコーナー
赤カセに収録されているものは●、白カセは○、両方は◎。

### アニメ

#### ようちえん戦隊げんきっず
ぽん・ぱようちえんを守る3人の子供戦士が怪人軍団と戦うヒーローアニメ。収録されているコーナーの中でもっとも長く続いた。全30話。●

##### キャラクター

###### げんきっず
怪人の手からぽん・ぱ幼稚園を守るために覚醒した3人の戦士。3人の必殺技は「トリプルげんきっずキック」「ジャイアントパンダキック」。
たろう/げんきっずたろう
声 - 大塚みずえ
主人公。げんきっずのリーダー。性格は元気いっぱいでわんぱく、突っ走りやなところもあるが、リーダーらしく正義感が強い。運動神経抜群で怪人相手にも勇敢に立ち向かう。げんきっずで唯一の一人っ子。必殺技は「げんきっずパンチ」、「げんきっずソード」。
ゆうた/げんきっずゆうた
声 - 新山志保
げんきっずの一人。たろうとは正反対に気弱で運動も苦手で、それ故に怪人の標的にされやすいが、いざとなれば勇気を振り絞って頑張り、苦手も克服する。兄がいる。必殺技は「げんきっずボール」、「げんきっずゴーグル」。
さやか/げんきっずさやか
声 - 丹下桜
げんきっずの紅一点。女の子らしくしっかり者で、わんぱくなたろうと気弱なゆうたをサポートするが、時々わがままでおてんばな一面も見せる。妹がいる。必殺技は「げんきっずリボン」、「げんきっずコンパクト」。

###### げんきっずの仲間
ともみ先生
声 - 島本須美
げんきっずの通うぽん・ぱようちえんの保育士。普段はとても優しくめったに怒らないが、悪ふざけがすぎると怪人でも容赦なく怒る。主に怪人の被害者にされる役だが、そのたびにげんきっずに助けられる。その正体は最終回で明かされる。
謎の声
たろう・ゆうた・さやかをげんきっずとして覚醒させた張本人。
ゆか
声 - 大本眞基子
さやかの妹。1歳年下。さやかがげんきっずであることを知らない。
きんた
げんきっずと同じ幼稚園に通う園児でいじめっ子。太い眉毛が特徴。いじめっ子だが泣き虫で、それを怪人に利用されたこともある。

###### 怪人
ぽん・ぱようちえんを狙う怪人軍団。本作の悪役
怪人ボス
声 - 銀河万丈
本作の黒幕。ぽん・ぱようちえんをつぶそうと次々と怪人をけしかけてくる怪人たちのボス。主にラストに登場し、「いまいましいげんきっずめ、次はお前がげんきっずを倒すのだ（あるいはぽん・ぱようちえんを叩き潰すのだ）!」というのが定番となっている。
オヤジくん
怪人ボスの正体。見た目はヒゲを生やした中年親父だが、身長は幼稚園児ぐらいしかない。
言動も子供っぽく、中年親父なのかそれとも老けた見た目の子供なのかは不明。
おべんと怪人
声 - 郷里大輔
げんきっずが初めて戦った怪人。お弁当が大好きな食いしん坊な怪人。
うるさ怪人
声 - 千葉繁
騒音やうるさい音で攻撃する怪人。
ちらかし怪人
声 - 佐藤正治
片付けが嫌いで物を散らかすのが好きな怪人。
花だんあらし怪人
声 - 田中和実
花壇を荒らす怪人。両手のハサミが武器。
いじめっ子怪人
声 - 掛川裕彦
いじめっ子が大好きな怪人。糸でいじめっ子を意のままに操ることができる。
雨ふらし怪人
声 - 郷里大輔
雨を降らせる怪人。
とっくん怪人
声 - 川津泰彦
運動音痴な子供に無理やりでも特訓させようとする怪人。
ペンキ怪人
声 - 岸野幸正
読者のアイデアを元に作られた怪人。黒いペンキで何でも黒く塗りつぶす。
はやまわし怪人 ママザマス
声 - 江森浩子
こちらも読者アイデアを元にした怪人。「早回し香水」で何でも早くしてしまう。
うんち怪人 フンダラバー
声 - 鉄炮塚葉子
うんちを操る怪人。怪人の中でも登場数が多い。
よっぱらい怪人 カランダラー
声 - 龍田直樹
酒による攻撃が得意な怪人。
よっぱらい怪人 ジュリアーナ
声 - 永島由子
前編ではシルエットのみ登場で、後編では全身が登場した。一見するとナイスバディな美女だが、これは見せかけで実際は太目の中年女性。
よこどり怪人 ウバウッキー
声 - 佐藤正治
ゴムゴム怪人
声 - 島田敏
体がゴムでできた怪人。新入園児（ゆかも含めて）を怪人幼稚園に通わせてちびっ子怪人にしようとした。
まいご怪人　マイゴロウ
声 - 坂口哲夫
迷子にする怪人。「まいご光線」を浴びた者は迷子になってしまう。
ぶっこわし怪人 コワシタラー
声 - 平野正人
やったげる怪人 カホゴン
声 - 江森浩子
ぼうけん怪人 ファイト兄弟
声 - 玄田哲章（兄）、江川央生（弟）
ダンス怪人 オドルンバ
声 - 高戸靖広
スキスキ怪人 キムタ君
声 - 野島健児
イケメンの姿に変身して女の子達をメロメロにした。ゆうたとたろうをボコボコにさせるが、ロケットパンチで木に飛ばされたあと本来の姿が出てしまい、今度は怪人が叩きのめされた。
めいわく怪人 オジャママズ
声 - 江森浩子（オバゴン）、中山真奈美（ママヤン）、大本眞基子（リッチー）
迷惑をかける怪人3人組。元々3人で一つの怪人なのでチームワークがバラバラだと仲間割れになってしまう。
まねっこ怪人 どっちじゃ～い
声 -　大本眞基子
化けるのが得意な怪人。ともみ先生に化けたが、げんきっずに正体を見破られてしまった。げんきっずが戦った最後の怪人でもある。
ニセともみ先生
どっちじゃ～いがともみ先生に化けた姿。本物ともみ先生とは正反対の姿だが、最初はたろうたちから本物との区別がつかなかった（フンダラバー曰く「偽物の方が美人だった」）。

#### テンテンのおともだち
タビータウンに住む、テンテンとその友達が繰り広げるコメディアニメ。基本デジタル制作だが一部の回はセル画となっている。◎

##### キャラクター
テンテン
声 - 山田なつみ
主人公。黒猫の男の子。姉・母・父と4人暮らしで祖父は既に故人。好奇心が強く元気いっぱいで、友達と遊ぶのが大好き。普段はアニメのみ登場だが、着ぐるみとして実写で登場することがある。
チャチャ
声 - 松倉羽鶴
テンテンの姉。白い体とピンクの模様、花の髪飾りが特徴。弟思いの姉。
カール
シャムネコの女の子。白い体で耳と手足、尻尾は茶色。家は本屋。料理が得意。テンテン同様、実写で登場することがある。
ラッキー
声 - 藤原啓治
黒猫の男の子。大柄だがガキ大将ではなく、テンテンたちとも仲がいい。力持ちで熱血漢な兄貴分。
ミミ
おしゃまな女の子。オレンジの体と赤い蝶ネクタイが特徴。家は花屋。少し気取り屋なところもあり、テンテンたちに教えたりアドバイスしたりする。
カリン
声 - かないみか
おっとり系の女の子。紫の体と黒い縞模様が特徴。大人しめの性格。
クッキー
声 - 佐々木智恵
おしとやかな女の子。白い体とピンクの尻尾が特徴。少しのことでは驚かない。
ゴマシオ
声 - 肥後マコト
無口な男の子。灰色の毛むくじゃらが特徴。性格は無口で几帳面、いつもボソボソと喋っている。
カメタロー
八百屋の男の子。白く丸い体と太い眉毛が特徴。のんびりで間延びした口調が特徴。気弱なところもあり雪合戦では終始隠れていた。
カンタロー
声 - 永澤菜教
魚屋の男の子。まん丸とした体にお腹の絆創膏が特徴。イタズラ好きでブランコを独り占めすることもあるが、根っからの悪ガキではない。
ルナ
テンテンの母。白い体とネックレスが特徴。料理が得意。
テット
テンテンの父。黒い体と眼鏡が特徴。子供たちの保護者でもある。

#### きらめき森のヤンタくん
きらめき森に住むヤンタとその仲間たちが繰り広げるファンタジーアニメ。全8話。◎

##### キャラクター
ヤンタ
声 - 野沢雅子
主人公。ヤマネ。性格はがんばり屋でドジ、食いしん坊。夢遊病。
チュータ
ネズミ。ヤンタの親友。
ヤマリン
声 - 今井由香
ヤマネ。ヤンタのガールフレンド。今井が声優デビューとして演じたキャラでもある。
リリー
リス。料理が得意。
ケロスケ
カエル。ガーコの兄。
ガーコ
カエル。ケロスケの妹。
コンキチ
キツネ。イタローと一緒に悪さをするがいつも失敗している。
イタロー
イタチ。コンキチの子分で、「アニキ」と呼んでいる。
フクザエモン
フクロウの長老。頭の固い頑固者だが、物知りで自ら「博士」と名乗っている。

#### まじかるマホ
魔法の国の生活に飽きた魔法使いの一家が人間界に引っ越して大騒動を繰り広げるミュージカルアニメ。全12話。6話分を収録した総集編ビデオがある。全話を通してデジタル制作となっている。◎

##### キャラクター

###### 小津一家
魔法の国に飽きて人間界に引っ越した魔法使いの一家。人間界ではむやみに魔法を使わないようにしている。
マホ
声 - 林原めぐみ
主人公。魔法使いの女の子。おちゃめで元気いっぱい。人間界ではむやみに魔法を使わないことを約束している一方で、人助けやほんのイタズラ心で魔法を使って時々トラブルを起こしてしまう。オープニングでは彗星型のボートに乗っているが、本編では1回しか使用していない。
パパ
声 - 藤原啓治
マホのパパ。お人好しな性格だが、お調子者で冗談好き。職業は手品師。
ママ
声 - 永島由子
マホのママ。美人で優しくしっかり者だが、料理は苦手。相手の記憶を消す魔法ができる唯一の人物。
グランパ
声 - 松尾銀三
マホの祖父。物知りで人間界に詳しい。年齢は100万歳だが、ゴルフが趣味で年中半袖姿でいるなど性格は若者そのものである。
グランマ
声 - 水原リン
マホの祖母。孫想いの優しい祖母だが、怒るとかなり怖い。パパによると「魔法の国で2番目に偉大な魔法使いだった」ようだが、今では歳のせいで魔法が弱くなってきている。
猫
小津家に飼われている猫。小津一家が人間界へ引っ越す際に彼らを乗せた。名前は特に設定されていない。

###### その他
黒沢夫婦
小津一家の隣に住む老夫婦。
旦那
声 - 土井俊明
黒沢の主人。ハゲ頭と繋がり眉毛が特徴。偏屈な現実主義者で、妻が小津一家を魔法使いだと言っても信じて疑わない。ビデオパッケージでは小津一家が魔法で引っ越す様子を妻と一緒に見ている。
夫人
声 - 祝龍実
黒沢の妻、ホクロが特徴。偶然にも小津一家が魔法で引っ越すのを目撃し、以来彼らが魔法使いであることを疑っていたが、ピクニックの件で彼らが魔法を使えない（実はマホが妨害していた）とわかり、グランマに「誤解だった」と言っていた。
ミスター・トリック
声 - 石川和之
マジシャン。
先生
声 - 嶋村カオル→南央美
マホが通うどれみ幼稚園の保育士。歌がうまい。
ゴン太
声 - 水原リン
マホの友達。ガキ大将だが、泣き虫。大型犬を飼っている。怪獣やSFが大好き。
キリ子
声 - 永島由子
マホの友達。眼鏡とぽっちゃり体形が特徴。性格はおっとりしている。
フキ夫
声 - 嶋村カオル→南央美
マホの友達。寂しがりや。宇宙飛行士になるのが夢。
怪獣
声 - 藤原啓治
ゴン太の怪獣の人形。マホの魔法で巨大化してしまう。
泥棒
声 - 千葉一伸、高戸靖広
　留守番を任されたマホの前に現れた2人の泥棒。マホから「魔法の国から来た魔法使い」と勘違いされ、マホの魔法に振り回され自主してしまう。
王子様
声 - 岡野浩介
マホの魔法でテレビゲームから飛び出した王子様。マホやママが惚れるほどの美少年。一度はゲームの世界に戻ろうとしなかったが、マホがゲームからお姫様を呼び出したことで元に戻った。
お姫様
声 - 川上とも子
オウム
声 - 松尾銀三
青年
声 - 山口勝平
最終話に登場した青年。楽しく遊んでいた子供の頃の自分を懐かしむあまりに、マホの魔法で子供にされてしまった。

#### ドクターかめかめ
とある森にある病院でカメの医者と猫耳ナースちゃんが愉快な患者と繰り広げるクレイアニメ。全6話。◎

##### キャラクター
かめかめ先生
声 - 梅津秀行
主人公。カメの医者。「カメカメ～」としかしゃべれない。
ナースちゃん
声 - 池澤春菜
ヒロイン。猫耳の看護師。「お注射いたしましょう!」が口癖。

### クイズ・勉強

#### ウルルちゃんのかずあそび
ウルルちゃんと一緒に遊びながら数の勉強ができる。ウルルちゃん、イワンくん、ポポロちゃんはパペットで表現されている。○

##### キャラクター
ウルルちゃん
声 - 神代知衣
イワンくん
声 - 鳥海勝美
ポポロちゃん
声 - 鈴木みえ

#### すすめ!プクプクごう
空飛ぶ船・プクプクごうに乗った少年少女が様々な星を探検しながら、様々なクイズに挑戦する。全10話。○

##### キャラクター
バット
声 - 伊倉一恵
主人公。プクプクごうのリーダー。バットマンのコスチュームが特徴。クイズではよく不正するが、いざとなると頼もしさも見せる。
きらら
声 - 神代知衣
プクプクごうの紅一点。超能力や飛行能力を持つ。当てずっぽうが多く、クイズでは不正ばかりしているが、たまに正解することもある。
りゅうのすけ
声 - 折笠愛
プクプクごうのメンバー。おかっぱ頭と眼鏡が特徴。誰にでも敬語で話す。目から光を出して映像や写真を映し出したり、透視したりする。4人の中でも秀才でクイズでよく正解するが、たまに不正することもある。
ウルフ
声 - 長嶋雄一
プクプクごうのメンバー。オオカミの子供。怪力や変身が得意。「ウルウル」としかしゃべれないが、バットたちには通じている。クイズでは不正もあれば正解することもある。
たまご先生
声 - 緒方賢一
司会者。「ジャジャ～ン、ここで問題じゃ」と言いながら現れてクイズを出題する。
ナレーション
声 - こおろぎさとみ
主にラストのみ登場。「プクプクごうの冒険は続く」や「プクプクごうには危険が続く」などと言って締めることが多い。

#### ランラン イングリッシュ
楽しく英語遊びができる。○

#### クイズ!メルメルホテルへようこそ
メルメルホテルに住むおばけのバニラが視聴者に様々なクイズを出題する。キャラクターはCGで表現されている。○

##### キャラクター
バニラ
声 - 滝沢ロコ
主人公。クイズが大好きなおばけ。モーダには存在を隠しており、毎回「しめしめ、モーダさんは行っちゃったぞ～」「モーダさんが来たから隠れなきゃ」と言うのがお約束。クイズは3択が多いが、たまに4択になる場合がある。
モーダ
声 - 松岡文雄
メルメルホテルの支配人。冒頭とラストのみ登場するため、バニラの存在を知らない。「メルメルホテルへようこそ、ごゆっくりとおくつろぎください」「メルメルホテルはお楽しみいただけましたか、またのご利用をお待ちしております」が口癖。

### その他のコーナー
他にも様々なコーナーがある

#### ぽん・ぱクラブ
ゆうジイさん（中村有志）とポンパくんが子供たちにオススメのスポットやおもちゃを紹介するコーナー。○

#### あつまれ!たんけんたい
子供たちがミクロマシンに乗って様々な場所を探検する。◎

#### デングリくん
従来の映像を逆再生する。デングリくんは少年と老人の二つの顔を持つ二重人格キャラとなっている。◎

#### ガルルーどうぶつえん
動物を紹介するミニコーナー。ナレーションは長嶋雄一。総集編ビデオもあり、こちらのナレーションは緒方賢一と堀越真巳が担当。◎

#### もじもじ先生
もじもじせんせいとひらがなを勉強する。○

#### たのしいのりものずかん
乗り物を紹介するミニコーナー。総集編ビデオもある。ナレーションは萩森侚子。◎

#### ダ・ダ・ダ ダンス
ラッキィ池田とゆかいなダンスを繰り広げる。途中からピンク・レディーのミーちゃんに交代した。ラストは牛乳タイムとなっている。●

#### おとうさんといっしょ
お父さんと一緒に工作をしたり、遊んだりできる。ナレーションは佐久間レイ。なお、2013年に放送開始した同タイトルの番組とは一切無関係。
●

#### こんなこいるかな
元々は『おかあさんといっしょ』のミニコーナーであったショートアニメ。映像と音声は全て同作からの使い回し。ナレーションは玄田哲章。◎

#### ふしぎのくにのウィニー
ふしぎのくにに住むウィニー（声 - 渡辺久美子）が子供たちを自分の世界へ誘う。◎

#### ウルトラマンとこうさく
ウルトラマンと工作遊びをする。◎

#### ひらがなくっちゃ
原作山内ジョージ。動物や果物など様々な物質が頭文字のポーズや形をしている。○

#### ひらがなどうぶつわかるかな?
原作は山内ジョージの『どうぶつはあいうえお』。動物たちが頭文字のポーズをしている。●

## テーマソング
「明日は晴れるよ」（赤カセオープニングテーマ）
「恋のわかめサラダ」（白カセオープニングテーマ）